# How Memory Works
How Memory Works — второй студийный альбом американской инди-рок-группы Joan of Arc, выпущенный 12 мая 1998 года лейблом Jade Tree.
Оформление альбома наводит на мысль, что он является чем-то вроде компаньона дебютного альбома A Portable Model Of: буклеты к обеим пластинкам содержат фразу «a portable model of… how memory works».

## История
Сессии How Memory Works проходили с октября 1997 по февраль 1998 года. Почти половина альбома была записана и смикширована Кейси Райсом в Electrical Audio, при содействии Роба Бочника и Грега Нормана. Остальные песни были записаны и смикшированы Эллиотом Диксом, Джереми Бойлом и Тимом Кинселлой в Elliot’s Loft and Truckstop. Райс сделал секвенсирование альбома, а Алан Доуч — мастеринг в West West Side Music в Нью-Джерси.

## Отзывы
| Оценки критиков | Оценки критиков |
| Источник        | Оценка          |
| --------------- | --------------- |
| AllMusic        | [ 3 ]           |
| Pitchfork Media | 4.6/10          |
| Sputnikmusic    | 4/5             |

Альбом получил положительные отзывы музыкальной критики и интернет-изданий.
The Village Voice писал: «Темп и громкость неожиданно повышаются и понижаются, а беличья гитара и голос [Тима] Кинселлы регистрируют целую чудаковатую диковинку неловких молчаний с удивительным для человека, которому ещё не исполнилось 25, авторитетом ботаника».

## Список композиций
Все песни написаны Joan of Arc.
1. «Honestly Now» — 0:48
2. «Gin & Platonic» — 3:32
3. «To’ve Had Two Of» — 3:07
4. «This Life Cumulative» — 3:41
5. «A Pale Orange» — 6:47
6. «White Out» — 3:50
7. «So Open; Hooray!» — 4:23
8. «A Name» — 3:08
9. «Osmosis Doesn’t Work» — 3:33
10. «God Bless America» — 2:22
11. «A Party Able Model Of» — 2:52